# 深山和香
深山和香，日本漫畫家、插畫家。女性。

## 作品列表

### 漫畫
- 無敵偵探貴公子（《Magazine SPECIAL》，全8冊）
- 爆衝小子（日语：ロケットスターター）（《good！Afternoon》2號－17號，全3冊）
- （《電擊大王GENESIS》2010春號→《電擊大王WEB COMIC》連載，已出版1冊（續刊未定））
- 妖怪公寓的優雅日常（原作：香月日輪，《月刊少年天狼星》2011年7月號[1]－2021年10月號[2]、秘魯篇：2022年2月號[3]－，已出版31冊）
- 週刊新漫畫日本史（日语：週刊新マンガ日本史） 26號 真田幸村（朝日新聞出版）

### 插圖
- UNLIMITED Saga（日语：アンリミテッド:サガ）（著：篠崎砂美，〈Fami通文庫〉，2003年，全2冊）
- BAD×BUDDY（著：吉田茄矢，〈富士見Mystery文庫〉，2005年，全2冊）
- （〈角川Beans文庫〉，2005年，全1冊）
- 半熟公主（著：一郎，〈HJ文庫〉，2006年－2007年，全3冊）
- （著：神野奧那（日语：神野オキナ），〈GA文庫〉，2008年－2011年，全5冊）
- （著：考岡春之介、原案：藤島康介，《Chara☆Mel（日语：キャラ☆メル）》→《Chara☆Mel Febri（日语：Febri）》連載，2009年－2011年）
- 超絕不運少女（著：石川宏千花，〈青鳥文庫（日语：青い鳥文庫）〉，2011年，全3冊）
- （著：石川宏千花，〈青鳥文庫〉，2012年，全1冊）

### 其它
- vol.1（美術出版社）